# 超絶変身!! アースカイザー
『超絶変身!! アースカイザー』（ちょうぜつへんしん アースカイザー）は、くぼたまことによる日本の漫画作品。『モーニング2』（講談社）2007年Vol.2より不定期連載。2010年7月発売の同誌Vol.36掲載分にて完結。

## 概要
静岡県を主な舞台に世界征服を目論む様々な怪人や悪の組織の日常を描く。本作においては怪人や悪の組織と闘うヒーローの存在は言及されているものの作中にはほとんど登場せず、タイトルになっている「アースカイザー」が何者であるかも謎に包まれている。
同じ作者の「天体戦士サンレッド」と世界観を共有していることが単行本第1巻収録の「出張版」により確認される。

## 登場キャラクター
ルゴー
不幸なる沼の王。三島市の民家・望月家の倉庫に「不幸なる沼」と人間界を繋ぐ穴を開通させ、電車に乗って富士市のアパートで一人暮らしをする息子・ジゲルへ会いに行った。最終話となった「mission25～不幸なる沼の王・ルゴー編その3～」では、「不幸なる沼」の消滅により、由比の弁当店で働いている。
ベム
スーパー丸ちゃんの元店長。頭を覆うカプセル状のヘルメットと左手のゴールデンメカハンドが特徴。退職後、独立して怪人を雇い世界征服を志すが、3ヶ月で挫折し、うだつの上がらない日々を送っている。
魔王ザムエル（まおうザムエル）
魔界城の主。狂い死んで行った者の魂を好んで食するが、部下の話でコンビニの存在を知り、そこで売られているパンに興味を持つ。
杉山 よしお（すぎやま よしお）
元会社員の中年男性。5年前に妻を亡くし、2年前に娘が嫁いでから32年間務めていた会社をリストラされる。その後、怪人シャロに雇われハードな鍛錬に耐え抜く日々を送っている。
ザザ・ニオ
怪人のコンビ。2人でアパート暮らしをしていたが、自前のアジトを持ちたくて300万円の格安マンションへ転居する。
袴田 マツ（はかまだ マツ）
78歳の老婆。老後の世話を条件にザザ・ニオの怪人2名とマンションでルームシェアにより同居している。
地獄王ギウネス（じごくおうギウネス）
2001年に人間界を滅ぼすべく東京に出現した地獄の支配者。ところが、青森からお笑い芸人を志して上京した柿本幸治に道を聞かれたのがきっかけでお笑いコンビ「ヘルズペイン」を結成。結局、ブレイクには至らず2003年にコンビを解消するが、ギウネスだけピン芸人としてブレイクし、「笑っていいかも!」のレギュラーに抜擢される。
魔人メイゲル（まじんメイゲル）
ダム爆破を目論んでいたが、何故か清水コーラスクラブの部員である大石という男性に間違われ、成り行きでそのまま大石を装って生活している。本物の大石は行方不明のままであるが、家族を始め誰もがメイゲルのことを大石だと信じて疑っていない。
ペグドン・エビメデ
結成されたばかりの悪の組織・ドロスの怪人。ドロスは結成されてから日が浅いため、今のところ悪事を企むだけで全く実行には移せていない。
フロシャイム静岡出張所（フロシャイムしずおかしゅっちょうしょ）
同じ作者の漫画「天体戦士サンレッド」に登場する悪の組織・フロシャイムの静岡出張所。所長のロウファー以下、大学生の木元友樹と下宿で共同生活している。
ロナルド
単行本幕間の「1Pネタ劇場」に登場。サッカークラブ・清水エレパルスの選手。某ハンバーガーチェーンのマスコットに酷似しているが、微妙に存在感が薄い。
スルガ戦隊ガンボール3
静岡県某所に本部を持つヒーロー戦隊。ガンレッド・ガンブルー・ガングリーンの三人とチーフで構成。チーフは体育会系で、ガンボール3にかなり厳しい。

### デビルクロス
世界征服を目的とする秘密結社。
ゲスガー
デビルクロスの幹部。部下の怪人たちが内輪揉めを起こし、対応に苦慮する。
狂える殺人鬼 ゴブレ（くるえるさつじんき ゴブレ）
デビルクロスの怪人。結社の主戦力として重宝されているが、デビルクロスの生え抜きでなく外部出身のため、他の怪人に疎まれている。

### ビルゲ
世界征服を目的とする悪の組織。X作戦で静岡県民の皆殺しを企むが、ガンボール3の活躍によって阻止、ほぼ壊滅状態に追い込まれる。以下のメンバーの他、戦闘員二名がいる。
ラドウ
ビルゲの首領
ムゴル
ビルゲ所属の怪人。

### メヒド
世界征服を目的とする悪の組織。上下三本ずつの睫毛が生えた目が中央に描かれている正三角形がシンボルマークになっている。岩辺姉弟を除くと首領、怪人、戦闘員の3名という小規模組織だが、数々の悪の組織を壊滅させてきたガンボール3との戦いに生還するなど、実力は高い方である。
ムババ
メヒドの首領。怪人募集に応募してきた岩辺姉弟を、「人間界を探るスパイ」名目でアジトに住み込ませている。涙脆い性格。なお、メヒドの目的はあくまで「世界征服」であり、人類抹殺ではないため、人殺しなどしないと明言。岩辺姉弟の加入後は、朝7時起床で朝食の食卓を囲んでいる。
ワシン
メヒド所属の鳥人型怪人。飛行能力を有する。
戦闘員
胸にメヒドのシンボルマークが描かれている戦闘員。覆面を被り、「ギー」としか喋らない。食事のときなどは、つとむを膝に乗せている。
岩辺まき（いわなべ　まき）
富士するが中学2年生で学級委員長を務める女子。交通事故で両親をなくし、親戚に引き取られていた。弟のつとむが施設に入れられることになったため、離れ離れになるのを避けようとメヒドの怪人募集に応募する。
岩辺つとむ（いわなべ　つとむ）
まきの弟。富士にこにこ幼稚園の園児。引き取られた先のおじさんが酔って暴力を振るうためになつかず、施設に入れられることになったが、まきの決意と行動によって共にメヒドのアジトで生活することに。メヒドでは首領たちに可愛がられているので懐いており、幼稚園の先生から「最近明るくなった」と言われている。

## 単行本
講談社モーニングKC刊、全2巻
1. 2009年1月23日初版 ISBN 978-4-06-372772-2
2. 2010年9月25日初版 ISBN 978-4-06-372946-7